# Cottleville (Missouri)
Cottleville – miasto w Stanach Zjednoczonych, w stanie Missouri, w hrabstwie St. Charles.